# راشد محي الدين دوغان
راشد محي الدين دوغان سياسي وناشط اجتماعي لبناني، ساهم بتأسيس جمعية البر والاحسان، وسعى لفتح الطريق الجديدة، لربط وسط العاصمة بيروت بجنوبها. وكان المسؤول الأول عن الأعاشة خلال الحرب العالمية الثانية.

## ولادته ونشأته
ولد راشد دوغان في بسطة بيروت، بأواخر القرن التاسع عشر الميلادي، في حين انه تعلم في حلقات النويرية، حيث درس مبادائ الفقه الشرعي، على يد العلماء الشيخ حسن فرشوخ، والشيخ عيسى صعب، وقد برزت عليه ملامح القيادة، والزعامة، وهو بمقتبل العمر.

## نشاطه الإجتماعي والسياسي
أصبح خلال فترة بسيطة من اعيان قومه، ومرجعا اساسيا لهم كما كان له العديد من المواقف الوطنية، على المستوى الاجتماعي، والسياسي، من مؤسسي لجنة احياء بيروت سنة 1921 م، وساهم بأنشاء واحياء منطقة الطريق الجديدة، بعد ان وافقت بلدية بيروت، على طلبه الرسمي باستحداث طريق جديد يربط الوسط بجنوب العاصمة، وخلال الحرب العالمية الثانية، عينه الرئيس رياض الصلح المسؤول الأول عن نظام التموين والأعاشة، كما ساهم بجمع التبرعات من تجار بيروت واعيانها لتأسيس جمعية البر والإحسان سنة 1936 م، وثانوية البر والإحسان سنة 1949 م، وساهم بتقديم طلب للمعارف بإنشاء ثانوية عمر فروخ الرسمية للبنات، وهو صاحب فكرة تحويل سجن رمل بيروت إلى صرح جامعي، كان من زعماء بيروت الشعبيين، عرف بشخصيته الشجاعة واخلاقه العالية، وكرمة.

## وفاته
وافته المنية سنة 1970 م.